# Wellington Katzor de Oliveira
Wellington Katzor de Oliveira (født 4. september 1981) er en brasiliansk fodboldspiller.